# An Phoblacht
 (juillet 2023).
La mise en forme du texte ne suit pas les recommandations de Wikipédia : il faut le « wikifier ».
Les points d'amélioration suivants sont les cas les plus fréquents. Le détail des points à revoir est peut-être précisé sur la page de discussion.
- Les titres sont pré-formatés par le logiciel. Ils ne sont ni en capitales, ni en gras.
- Le texte ne doit pas être écrit en capitales (les noms de famille non plus), ni en gras, ni en italique, ni en « petit »…
- Le gras n'est utilisé que pour surligner le titre de l'article dans l'introduction, une seule fois.
- L'italique est rarement utilisé : mots en langue étrangère, titres d'œuvres, noms de bateaux, etc.
- Les citations ne sont pas en italique mais en corps de texte normal. Elles sont entourées par des guillemets français : « et ».
- Les listes à puces sont à éviter, des paragraphes rédigés étant largement préférés. Les tableaux sont à réserver à la présentation de données structurées (résultats, etc.).
- Les appels de note de bas de page (petits chiffres en exposant, introduits par l'outil «  Source ») sont à placer entre la fin de phrase et le point final[comme ça].
- Les liens internes (vers d'autres articles de Wikipédia) sont à choisir avec parcimonie. Créez des liens vers des articles approfondissant le sujet. Les termes génériques sans rapport avec le sujet sont à éviter, ainsi que les répétitions de liens vers un même terme.
- Les liens externes sont à placer uniquement dans une section « Liens externes », à la fin de l'article. Ces liens sont à choisir avec parcimonie suivant les règles définies. Si un lien sert de source à l'article, son insertion dans le texte est à faire par les notes de bas de page.
- La présentation des références doit suivre les conventions bibliographiques. Il est recommandé d'utiliser les modèles {{Ouvrage}}, {{Chapitre}}, {{Article}}, {{Lien web}} et/ou {{Bibliographie}}. Le mode d'édition visuel peut mettre en forme automatiquement les références.
- Insérer une infobox (cadre d'informations à droite) n'est pas obligatoire pour parachever la mise en page.

Pour une aide détaillée, merci de consulter Aide:Wikification.
Si vous pensez que ces points ont été résolus, vous pouvez retirer ce bandeau et améliorer la mise en forme d'un autre article.
An Phoblacht (prononciation irlandaise : [ənˠ ˈfˠɔbˠlˠəxt̪ˠ] un FOB-lukht ; anglais : "The Republic" ; français : "La République") est un journal anciennement hebdomadaire, et actuellement mensuel, publié par le Sinn Féin en Irlande. Depuis début 2018, An Phoblacht est passé au format magazine tout en restant une plateforme d'information en ligne. Sur le plan éditorial, le journal adopte une position républicaine irlandaise de gauche et a soutenu le processus de paix en Irlande du Nord. En plus de couvrir les questions politiques et syndicales irlandaises, le journal présente fréquemment des interviews de célébrités, de musiciens, d'artistes, d'intellectuels et d'activistes internationaux. Le journal se vend en moyenne à 15 000 exemplaires par semaine. Pendant la grève de la faim irlandaise de 1981, ses ventes ont grimpé à plus de 70 000 exemplaires par semaine.

## Histoire

### Publications antérieures

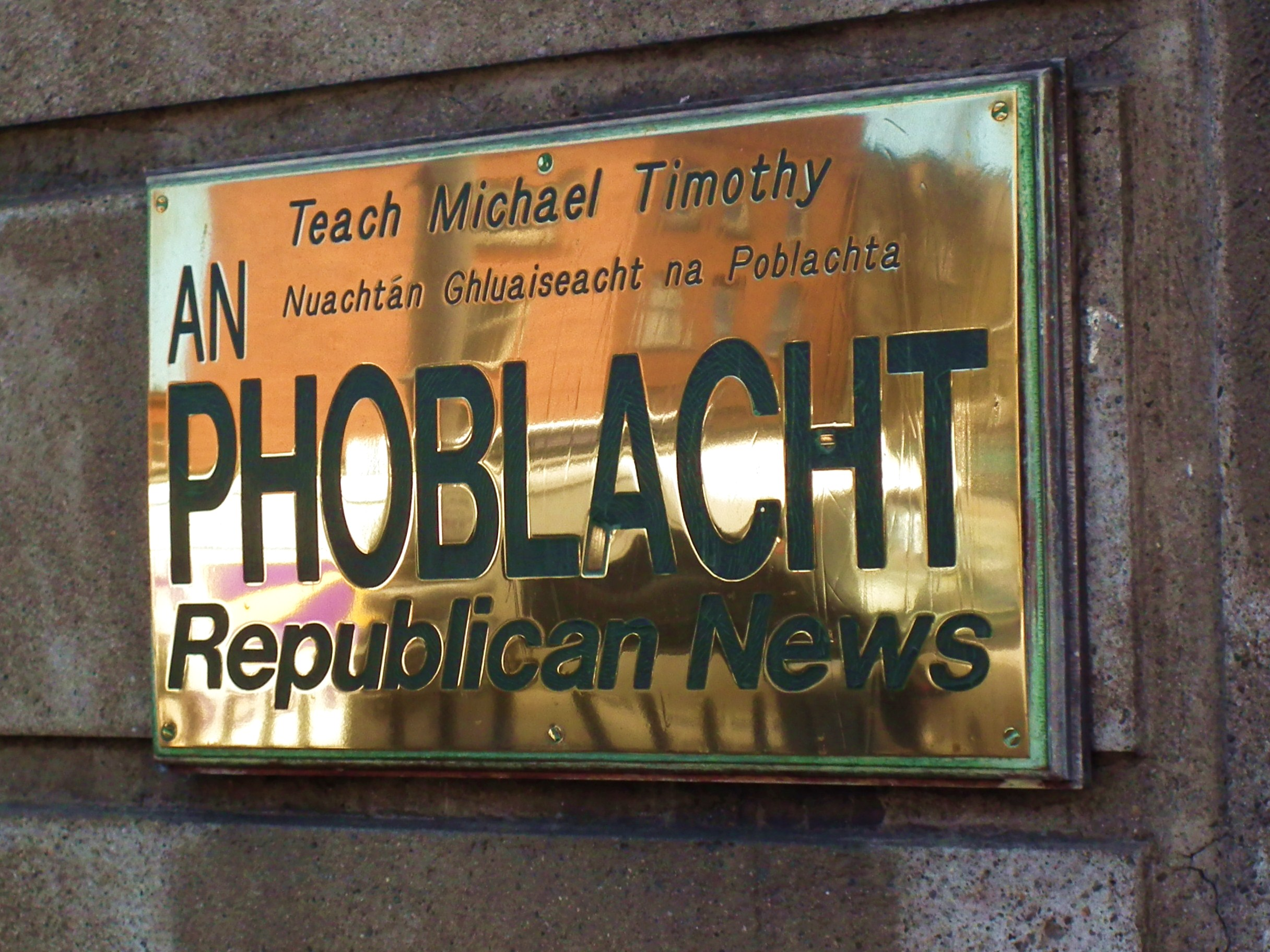
Une plaque à l'extérieur du siège dAn Phoblacht au 58 Parnell Square. Le bâtiment lui-même est nommé en mémoire de l'ancien rédacteur en chef, Mick Timothy.

L'original An Poblacht a été fondé en tant qu'organe officiel des Dungannon Clubs à Belfast en 1906 et sa première édition a été imprimée le 13 décembre 1906 sous la version anglaise du titre The Republic. Dans la première édition, Bulmer Hobson, l'un des fondateurs des Dungannon Clubs, expose leurs objectifs :

« L'Irlande revendique aujourd'hui sa place parmi les peuples libres de la Terre. Elle n'a jamais renoncé à cette revendication, et elle n'y renoncera jamais, et aujourd'hui des forces sont à l'œuvre en Irlande qui ne se calmeront pas tant que sa revendication ne sera pas reconnue et que sa voix ne sera pas entendue dans les conseils des nations. »

Un an plus tard, le journal a fusionné avec une publication dublinoise appelée The Peasant. Cependant, le titre An Phoblacht fut à nouveau utilisé à partir de 1925 avec Patrick Little (P.J. Little) comme rédacteur en chef et continua jusqu'en 1937 avec une histoire tumultueuse de scissions internes et de répression constante par le gouvernement. De 1925 à 1926, Seán Lemass a écrit un certain nombre d'articles prônant l'engagement dans la politique avant la création du Fianna Fáil. Peadar O'Donnell a pris la direction du journal en avril 1926 à la suite d'une scission au sein du mouvement républicain irlandais (Little est devenu l'un des membres fondateurs du Fianna Fáil). Frank Ryan a également dirigé le journal pendant un certain temps. Parmi les autres collaborateurs importants de cette époque, citons Maurice Twomey, Seán MacBride, Frank Gallagher (qui est devenu le premier rédacteur en chef de The Irish Press), Hanna Sheehy-Skeffington et le père Michael O'Flanagan. Le titre est réapparu en 1966 en tant que journal d'un petit groupe dissident de l'IRA basé à Cork.

### 1970-fondation de la publication
Sa version moderne a été refondée immédiatement après la scission du Sinn Féin par Jimmy Steele en janvier 1970, An Poblacht soutenant le groupe dirigé par Ruaírí O'Bradaigh qui est devenue l'IRA provisoire lorsque la scission avec l'IRA officielle s'est produite.
En 1970, An Phoblacht n'a d'abord été diffusé que dans le Sud, un autre journal républicain ayant également été créé en Irlande du Nord en 1970, Republican News, sous la direction du vétéran républicain Jimmy Steele. Il soutenait la campagne de l'IRA provisoire et publiait une rubrique hebdomadaire intitulée "War News", qui décrivait les actions de l'IRA et le conflit avec la British Army, et fournissait une analyse approfondie des politiques formulées par le mouvement républicain. An Phoblacht a commencé avec un tirage de 20 000 exemplaires par mois.
Situé au 2a Lower Kevin Street dans le sud du centre-ville de Dublin, il a déménagé au nord de la capitale, à Kevin Barry House, 44 Parnell Square, en août 1972. En octobre de la même année, il est devenu une publication bimensuelle sous la direction d'Éamonn MacThomáis, écrivain et historien, qui a apporté des modifications à la mise en page et des améliorations générales afin qu'il devienne une publication hebdomadaire. Après 1976, le ministre des Postes et Télécommunications de l'époque, Conor Cruise O'Brien, un ministre travailliste de la coalition Fine Gael/Labour, a renforcé la directive de censure originale de Jack Lynch (Section 31) de 1971, qui interdisait aux membres de l'IRA ou de son aile politique, le Sinn Féin, d'accéder aux ondes. Toutefois, cette interdiction ne s'étendait pas à la presse écrite. L'article 31 a créé un climat dans lequel de nombreux journalistes de carrière se sont livrés à l'autocensure pour éviter l'opprobre officiel.
An Phoblacht a pris de l'importance en diffusant le message républicain et en soulignant ce qu'il considérait comme une oppression étatique flagrante de la part du parti unioniste et de la Police royale de l'Ulster en Irlande du Nord. Cependant, c'est le gouvernement d'Irlande du Sud qui a harcelé An Phoblacht de la manière la plus acharnée, avec des enquêtes régulières de la branche spéciale de la Garda sur les liens (réels ou supposés) de la publication avec l'IRA. Mac Thomáis a été arrêté et accusé d'appartenir à l'IRA. Il a été condamné à 15 mois d'emprisonnement après avoir été reconnu coupable de ce délit. Le journal a continué à être dirigé par le journaliste dublinois Deasún Breathnach jusqu'à ce que Mac Thomáis reprenne ses fonctions après sa libération en juillet 1974. Deux mois plus tard, Mac Thomáis est à nouveau arrêté et condamné à 15 mois supplémentaires. Un autre rédacteur en chef, Coleman Moynihan, qui avait succédé à Seán Ó Brádaigh en 1972, subit le même sort. Le journal a continué d'exister, les rédacteurs en chef qui lui ont succédé étant Gerry Danaher (1974-75), Gerry O'Hare (1975-77) et Deasún Breathnach (1977-79).

### Fusion avecRepublican News
Le mouvement républicain (Sinn Féin et IRA) estimait qu'un seul journal pour l'ensemble de l'Irlande était nécessaire pour fournir une ligne claire et cohérente de la part des dirigeants et pour contrer ce qu'ils considéraient comme une pensée partitionniste pouvant découler de la partition de l'Irlande. En conséquence, le 28 janvier 1979, le premier numéro de 12 pages des publications fusionnées, sous la bannière An Poblacht/Republican News (AP/RN), est paru sous la direction de Danny Morrison.
Dans le dernier éditorial de Republican News du 20 janvier 1979, l'idée essentielle qui sous-tend la fusion est exposée : "Améliorer nos reportages et nos analyses sur la guerre dans le Nord et sur les luttes populaires économiques et sociales dans le Sud... la nécessité absolue d'un seul journal uni fournissant une ligne claire de leadership républicain... [et] la nécessité de surmonter toute pensée partitionniste résultant de la division de ce pays et du peuple irlandais imposée par le Royaume-Uni. [et] la nécessité de surmonter toute pensée partitionniste résultant de la division de ce pays et du peuple irlandais imposée par les Britanniques".
Le 12 mai 1979, An Phoblacht a publié des extraits d'un document secret des services de renseignement du ministère britannique de la Défense, qui contenait une analyse détaillée de l'IRA provisoire et de la situation en Irlande du Nord. Le document, rédigé par le brigadier JM Glover, décrivait l'IRA comme "hautement professionnelle" et capable de poursuivre sa campagne pendant au moins cinq années supplémentaires, et prévoyait une augmentation des pertes militaires britanniques. Cette publication a considérablement embarrassé le nouveau secrétaire d'État britannique à l'Irlande du Nord, Humphrey Atkins, et Danny Morrison, le rédacteur en chef du journal, a été contraint de se cacher pendant plusieurs mois. Un représentant de la Press Association, à qui AP/RN avait remis une copie du document, s'est également vu délivrer un mandat d'arrêt par les autorités britanniques et s'est réfugié aux États-Unis.
Au cours des années 1980, An Phoblacht a été le premier à couvrir de nombreux sujets, notamment les allégations de mauvais traitements infligés aux prisonniers des casernes de Castlereagh et de Gough, les grèves de la faim du H-Block et de la prison d'Armagh, ainsi que le conflit en cours en Irlande du Nord. Des versions miniatures du journal, d'un tiers de sa taille, ont également été imprimées et distribuées en contrebande aux prisonniers de Long Kesh, Portlaoise, Armagh et d'autres prisons. Pendant la grève de la faim de 1981, les ventes du journal ont atteint jusqu'à 60 000 exemplaires par semaine et certains numéros ont quadruplé de taille, ce qui fait que certaines éditions comptaient jusqu'à 48 pages. Au cours de cette période, An Phoblacht a également ouvert un autre bureau dans l'ouest de Belfast.
En octobre 1982, Morrison a quitté le journal après avoir été élu à l'Assemblée du Nord pour la circonscription de Mid-Ulster. Mick Timothy lui succède et fait passer le journal de 12 à 16 pages. Timothy meurt subitement en janvier 1985 et est remplacé par Rita O'Hare. Le siège d'An Phoblacht a ensuite été baptisé du nom de Timothy. Au cours de cette période, An Phoblacht s'est fortement concentré sur la collusion présumée entre les forces de sécurité britanniques et les paramilitaires loyalistes tels que l'UVF. En réponse, le journal a été attaqué par l'UVF et d'autres groupes de tueurs à gages loyalistes.
Dans les années 1980, de hauts fonctionnaires du gouvernement irlandais ont demandé à des ministres de premier plan pourquoi le journal n'avait pas été interdit en vertu de la loi de 1939 sur les infractions contre l'État et ont suggéré que la publication pourrait être classée comme "document de trahison ou document séditieux" et qu'il serait donc illégal de l'envoyer par la poste. Les fonctionnaires ont également suggéré de bloquer la demande de statut de journal officiel de la publication. Le procureur général de l'époque a rejeté cette proposition. Des documents officiels ont également révélé qu'au cours d'une réunion tenue le 10 janvier 1984, le secrétaire d'État britannique pour l'Irlande du Nord, Jim Prior, et le ministre irlandais de la Justice, Michael Noonan, ont discuté de la possibilité d'interdire la publication, tout en reconnaissant que "si un titre était arrêté, le même journal pourrait paraître sous un nouveau titre".

### Attaques des loyalistes d'Ulster
En 1991, un groupe se faisant appeler le Loyalist Retaliation and Defence Group a lancé une série d'attaques contre des marchands de journaux qui vendaient An Phoblacht et a également pris pour cible les livreurs d'AP/RN. Le 10 août 1991, un commerçant de 33 ans (James Carson) a été abattu dans son magasin de Falls Road, à Belfast. Le 28 septembre 1991, un commerçant de 66 ans (Lawrence Murchan) a été abattu sur St James's Road. Tous deux étaient visés parce qu'ils vendaient An Phoblacht dans leur magasin de journaux,. Le 12 décembre 1992, Malachy Carey, employé de l'AP/RN, a été abattu par des hommes armés loyalistes à Ballymoney. En janvier 1991, la RUC a également fait une descente dans les bureaux d'An Phoblacht à Belfast, saisissant du matériel informatique et des disques. Dans les années 1990, les paramilitaires loyalistes ont fréquemment envoyé des lettres piégées à An Phoblacht. Lors d'un incident survenu le 4 janvier 1994, une bombe déguisée en livre a été transportée à l'extérieur des bureaux par Aengus Ó Snodaigh, critique de livres de l'AP/RN, où elle a explosé peu de temps après, blessant deux membres de l'unité de déminage des forces de défense irlandaises qui tentaient de la désamorcer. En janvier 2018, le loyaliste Winston Churchill Rea a été accusé d'avoir encouragé le meurtre de "personnes travaillant dans des magasins vendant An Phoblacht dans des zones républicaines et nationalistes" entre novembre 1977 et octobre 1994.

### Début du processus de paix

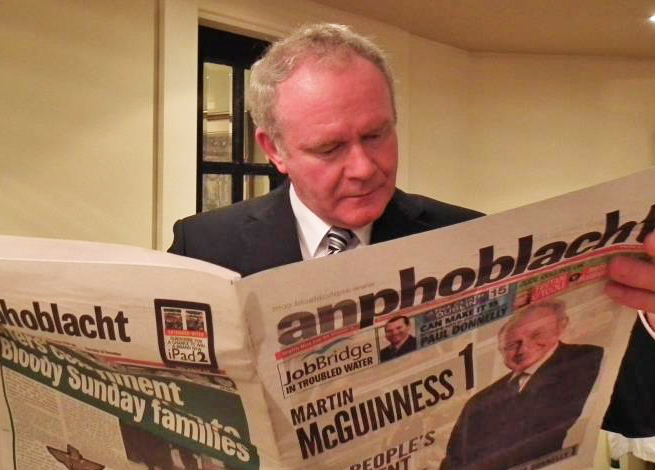
Martin McGuinness lisant un exemplaire de An Phoblacht. Le journal l'a soutenu lors de l'élection présidentielle irlandaise de 2011.

Au début des années 1990, AP/RN a été la première publication à rendre compte des nombreuses mesures prises en faveur du cessez-le-feu de l'IRA et à publier des documents de paix du Sinn Féin tels que Towards a Lasting Peace (Vers une paix durable). Le journal a également joué un rôle important dans l'obtention du soutien des militants républicains en faveur d'une stratégie de paix. En 1997, le journal est devenu l'un des premiers en Irlande à être mis en ligne.
Le journal a été officiellement relancé en septembre 2005 sous le nom de An Phoblacht, abandonnant le titre de Republican News, bien qu'il soit encore souvent désigné comme tel. En 2010, le journal est passé d'un hebdomadaire de 16 pages à un mensuel de 32 pages en couleur. Le rédacteur en chef actuel est John Hedges. En 2013, Seán Crowe TD a déclaré au Dáil que le prisonnier républicain John Anthony Downey, du comté de Donegal, qui avait été arrêté dans le cadre de l'attentat à la bombe de Hyde Park et était détenu à la prison de Belmarsh, s'était vu refuser des exemplaires du journal par les autorités pénitentiaires en raison du contenu en langue irlandaise qu'il contenait. Il a déclaré que d'autres prisonniers parlant d'autres langues n'avaient eu aucune difficulté à obtenir d'autres publications.
En novembre 2017, il a été annoncé qu'An Phoblacht cesserait d'être une publication mensuelle imprimée et deviendrait un service d'information en ligne, seules les éditions spéciales étant disponibles au format papier.

## Republican Publications
An Phoblacht publie également des livres, des brochures, des affiches et des magazines sous le nom de Republican Publications. Il s'agit notamment de :
- (en)The History of the Irish Citizen Army (L'histoire de l'armée citoyenne irlandaise), par RM Fox, 2014 (réimpression),  (ISBN 978-1-7828-0184-9)
- (en) The Rotunda: Birthplace of the Irish Volunteers (La Rotonde : Le lieu de naissance des volontaires irlandais), par Aengus Ó Snodaigh, 2013,  (ISBN 978-1-7828-0183-2)
- (en) Lockout 1913 - Austerity 2013, par Mícheál Mac Donncha, 2013,  (ISBN 978-1-7828-0069-9)
- (en) Glimpses of an Irish Felon's Prison Life (Aperçu de la vie carcérale d'un criminel irlandais), par Thomas J Clarke, 2012 (réimpression)
- (en) Brian Keenan 1941-2008: A Republican legend (Brian Keenan 1941-2008 : Une légende républicaine), par Various, 2008
- (en) Máire Drumm : Voice of a Risen People (Máire Drumm : La voix d'un peuple ressuscité), par Ella O'Dwyer et Caoilfhionn Ní Dhonnabháin, 2006
- (en) Down Dublin Streets, par Éamonn MacThomáis, 2005
- (en) British Intelligence and the Rearming of the Loyalist Death Squads (Les services de renseignement britanniques et le réarmement des escadrons de la mort loyalistes), 1994
- (en) Songs of Resistance (Chants de résistance), 1968-1982
- (en) Prison Poems, par Bobby Sands, 1981
- (en) Our Own Red Blood: The Story of the 1916 Rising (Notre propre sang rouge : L'histoire de l'insurrection de 1916), par Seán Cronin, 1966
- (en) Tragedies of Kerry, par Dorothy Macardle, 1923

## Éditeurs

### 1925-1937
- 1925 : Patrick Little[14]
- 1926 : Peadar O'Donnell[14]
- 1930 : Frank Ryan[14]
- 1933 : Terry Ward et Liam Mac Gabhann (corédacteurs)[14]
- 1934 : Domhnall O'Donoghue[14]
- 1937 : Tadhg Lynch[14]

### 1970-2017
- 1970 : Seán Ó Brádaigh[14]
- 1972 : Coleman Moynihan[14]
- 1972 : Éamonn MacThomáis (Arrêté)[14]
- 1973: Colman Ó Muimhneacháin (Arrêté)
- 1973: Deasún Breathnach[14]
- 1974: Éamonn MacThomáis (Arrêté)[14]
- 1974: Gerry Danaher[14]
- 1975: Gerry O'Hare[14]
- 1977: Deasún Breathnach[14]
- 1979: Danny Morrison[14]
- 1982: Mick Timothy[14]
- 1985: Rita O'Hare[14]
- 1990: Mícheál Mac Donncha[14]
- 1996: Brian Campbell[14]
- 1999: Martin Spain[14]
- 2005: Seán Mac Brádaigh[14]
- 2010: Joanne Spain (rédacteur intérimaire lors du passage d'une publication hebdomadaire à une publication mensuelle)
- 2010: John Hedges[15]

## Contributeurs notables
- Gerry Adams[16]
- Bobby Sands[17]
- Danny Morrison (ancien rédacteur en chef)[18]
- Roy Greenslade[19]

## Liste des contributeurs fréquents
- Robert Allen (Environnement, alimentation et pêche)
- Gerry Adams (Chroniqueur politique)
- Martina Anderson (Affaires européennes)
- Lynn Boylan (Affaires européennes)
- Matt Carthy (Affaires européennes)
- Megan Fearon (Opinion)
- Jane Fisher (Correspondante en Grande-Bretagne)
- John Hedges (Rédacteur en chef)
- Declan Kearney (Processus de paix)
- Mary Lou McDonald (Chroniqueur politique)
- Mícheál Mac Donncha (Historien)
- Michael Mannion (Critiques de livres)
- Dr Conor McCabe (Finance)
- Michael McMonagle (Journaliste du Nord)
- Mark Moloney (Journaliste)
- Seán Murray (Processus de paix)
- Liadh Ní Riada (Affaires européennes)
- Eoin Ó Broin (Chroniqueur politique)
- Trevor Ó Clochartaigh (Chroniqueur en langue irlandaise)
- Eoin Ó Murchú (Chroniqueur politique et en langue irlandaise)
- Robbie Smyth (chroniqueur médias)
- Joanne Spain (chroniqueuse financière)
- Peadar Whelan (Journaliste en chef)